# Джавадов, Эдуард Джавадович
Эдуард Джавадович Джавадов (род. 7 мая 1959 года) — российский ветеринар, специалист в области ветеринарной вирусологии, академик РАН (2016).

## Биография
Родился 7 мая 1959 года в г. Коканде Ферганской области Узбекской ССР.
В 1982 году — окончил Ленинградский ветеринарный институт.
После окончания ВУЗа и до поступления в аспирантуру в 1984 году работал старшим ветеринарным врачом племенного свиноводческого совхоза «Фрунзенский» Ферганской области Узбекской ССР.
Потом была учёба в аспирантуре (с 1984 по 1987 годы), а затем научная карьера: младший, старший научный сотрудник отдела опухолевых болезней птиц (1987—1993) Всероссийского научно-исследовательского ветеринарного института птицеводства.
С 1993 по 2005 годы — директор ООО «Кронвет».
В 2005 году — защитил докторскую диссертацию.
В 2010 году — избран членом-корреспондентом РАСХН.
В 2013 году — стал членом-корреспондентом Российской академии наук (в рамках присоединения РАМН и РАСХН к РАН).
В 2016 году — избран академиком РАН.
С 2005 года — директор Всероссийского научно-исследовательского ветеринарного института птицеводства" — филиала Всероссийского научно-исследовательского и технологического института птицеводства (ФНЦ «ВНИТИП» РАН).

## Научная деятельность
Видный учёный в области ветеринарной вирусологии.
Под его руководством и при непосредственном участии проведены фундаментальные и прикладные исследования, направленные на создание средств и методов, обеспечивающих надежную защиту птицепоголовья от инфекционных болезней, в том числе особо опасных (высокопатогенный грипп птиц, ньюкаслская болезнь или чума птиц). Является основателем нового направления в ветеринарной науке — иммунобиологического мониторинга состояния иммунного опыта в условиях нормы и патологии. Разработал моно- и бивалентную инактивированные вакцины против высокопатогенного гриппа птиц, инфекционной бурсальной болезни и «Авикрон».
Автор более 200 научных трудов, 4 авторских свидетельств и 15 патентов на изобретения.
- Грипп и другие вирусные инфекции птиц / соавт.: В. А. Бакулин и др.; Всерос. н.-и. вет. ин-т птицеводства и др. — СПб., 2005. — 74 с .
- Возможности вакцинопрофилактики гриппа птиц // Грипп птиц : профилактика и меры борьбы. М., 2007. С. 55-62.
- Патогены у птиц: меры борьбы и профилактики // Ветеринария и кормление. 2008. № 3. С. 7-8.
- «Свиной» грипп / соавт. А. Н. Гречухин // Ветеринария. 2009. № 7. С.10-11.
- Изучение иммуногенной активности образцов ин- активированных вакцин против сальмонеллеза птиц/ соавт. : А. С. Дубовой и др. // Междунар. вестн. ветеринарии. 2010. № 2. С.8-13. Иммунологические аспекты вакцинопрофилактики вирусных болезней птиц / соавт. М Е. Дмитриева // БИО. 2010. № 4. С.7-9.
- Грипп птиц / соавт. М. Е. Дмитриева; Всерос. н.-и. вет. ин-т птицеводства.- СПб., 2011. — 187 с.
- Создание биологической модели для получения диагностических иммуноглобулинов / соавт.: С. В. Борисенко и др.; Всерос. н.-и. вет. ин-т птицеводства. — М.: Россельхозакадемия, 2012. — 16 с.
- Применение ферментативного пробиотика в кормлении цыплят-бройлеров / соавт.: В. А. Манукян и др. // Птица и птицепродукты. 2013. № 5. С. 22-25.
- Секторальные санкции — возможная угроза промышленному птицеводству России / соавт. Д. Т. Гоголадзе // Вет. наука в пром. птицеводстве / Всерос. н.-и. вет. ин-т птицеводства. 2014. С. 43-48.
- Разработка латексной тест-системы для выявления вируса инфекционной бурсальной болезни кур / соавт.: Е. А. Гетманова и др. // Птица и птицепродукты. 2015. № 6. С. 27-28.
- Инфекционная патология в промышленном птицеводстве: реалии и перспективы / соавт.: М. Е. Дмитриева и др. // Ветеринария и кормление. 2016. № 2. С. 24-27.

## Награды
- Заслуженный деятель науки Российской Федерации (2010)[2]